# Pound (film)
Pound è un film del 1970 scritto e diretto dal regista Robert Downey Sr., Il film si basa su The Comeuppance, una sceneggiatura Off-Off-Broadway dello stesso Downey. Pound segna anche la prima apparizione di Robert Downey Jr., figlio del regista, all'età di cinque anni.

## Trama
Il film è di natura allegorica in quanto tutti gli umani interpretano il ruolo di animali imprigionati, in attesa di essere giustiziati con il gas.
L'utilizzo di flashback viene adottato per raccontare le fantasie che i personaggi immaginano fuori dalla prigionia.
Mentre un gruppo di cani attende l'esecuzione al canile della città, un omicida seriale, l'Honky Killer, si aggira per le strade di New York. Nonostante le opinioni contrarie di una cagna di razza, un Terrier italiano pianifica la morte della loro guardia. Un nobile Airedale Terrier, però, rassicura i compagni che il perdono dell'accalappiacani è imminente. Dopo aver proposto invano la condivisione della gabbia alla popolazione canina femminile, un Setter irlandese si masturba prima dei suoi compagni entusiasti.
Mentre un cane meticcio si lamenta della sua imminente esecuzione, un Glabro Messicano lamenta le sue calvizie, un cane da ferma fantastica una fama in ambito letterario. Nel frattempo un gatto siamese si cimenta in riflessioni filosofiche ed un pinguino in via d'estinzione viene elogiato da un American Water Spaniel.
Al calar della sera il gas penetra nelle gabbie uccidendo i prigionieri uno ad uno.